# (612141) 1999 XY143
(612141) 1999 XY143, também escrito como (612141) 1999 XY143, é um objeto transnetuniano que está localizado no cinturão de Kuiper, uma região do Sistema Solar. Ele é classificado como um cubewano. O mesmo possui uma magnitude absoluta de 6,0 e tem um diâmetro com cerca de 213 quilômetros. Este corpo celeste é um sistema binário, o outro componente, o S/2009 (612141) 1, possui um diâmetro estimado em cerca de 179 quilômetros.

## Descoberta
(612141) 1999 XY143 foi descoberto no dia 14 de dezembro de 1999 pelo astrônomo C. W. Hergenrother.

## Órbita
A órbita de (612141) 1999 XY143 tem uma excentricidade de 0,078 e possui um semieixo maior de 43,138 UA. O seu periélio leva o mesmo a uma distância de 39,791 UA em relação ao Sol e seu afélio a 46,485 UA.